# Анфельдштрассе 107 (Дюссельдорф)
Анфельдштрассе 107 (нем. Ahnfeldstraße 107) - жилое здание в Дюссельтале (район Дюссельдорфа, Северный Рейн-Вестфалия, Германия). Построено до 1904 года архитектором Германом фон Эндтом в стиле реформаторской архитектуры с редким декором в стиле модерн. Здание не сохранилось.

## Описание
Трёх с половиной этажное здание по фасаду имело длину 12,50 м. Фасад был разделен на четыре оси. Третью ось венчал фронтон. Сильно рельефный каменный фасад был стилистически связан с офисным зданием архитектора Эндта на Казерненштрассе 63. Круглоарочный главный вход находился на левой оси и продолжался на втором этаже оригинальным остроконечным шаблоном. На фасаде доминировал двухэтажный эркер.
На втором этаже, с левой стороны, находилась прихожая, из которой можно было попасть в две комнаты, выходящие окнами на улицу, — в кабинет и гостиную. На втором этаже также находились атриум, гардероб, столовая и зимний сад. На третьем этаже здания с фасадной стороны были две комнаты, одна из которых была расширена эркером.
Фом Эндт развил идею данного этажного планирования в другом жилом здании: «В комплексе дома на Шеферштрассе 10 архитектор Германн фом Эндт доводит до совершенства поэтажный план своего вышеупомянутого здания на Анфельдштрассе 107».
Часть Анфельдштрассе к юго-востоку от Ретельштрассе позже была переименована в Ахенбахштрассе. Если дома не были перенумерованы (как и на остальной части Анфельдштрассе), участок с номером дома 107 находился (или находится) к югу от перекрестка с Хердерштрассе напротив Шиллерплац. В 1920-х годах владельцем и жильцом дома на Ахенбахштрассе 107 был Эрнст Кнаккштедт (1862–1930) — генеральный директор компании по производству стальных конструкций Hein, Lehmann & Co.